# Chapada dos Veadeiros
Die Chapada dos Veadeiros ist eine Hochebene im Nordosten des brasilianischen Bundesstaats Goiás.

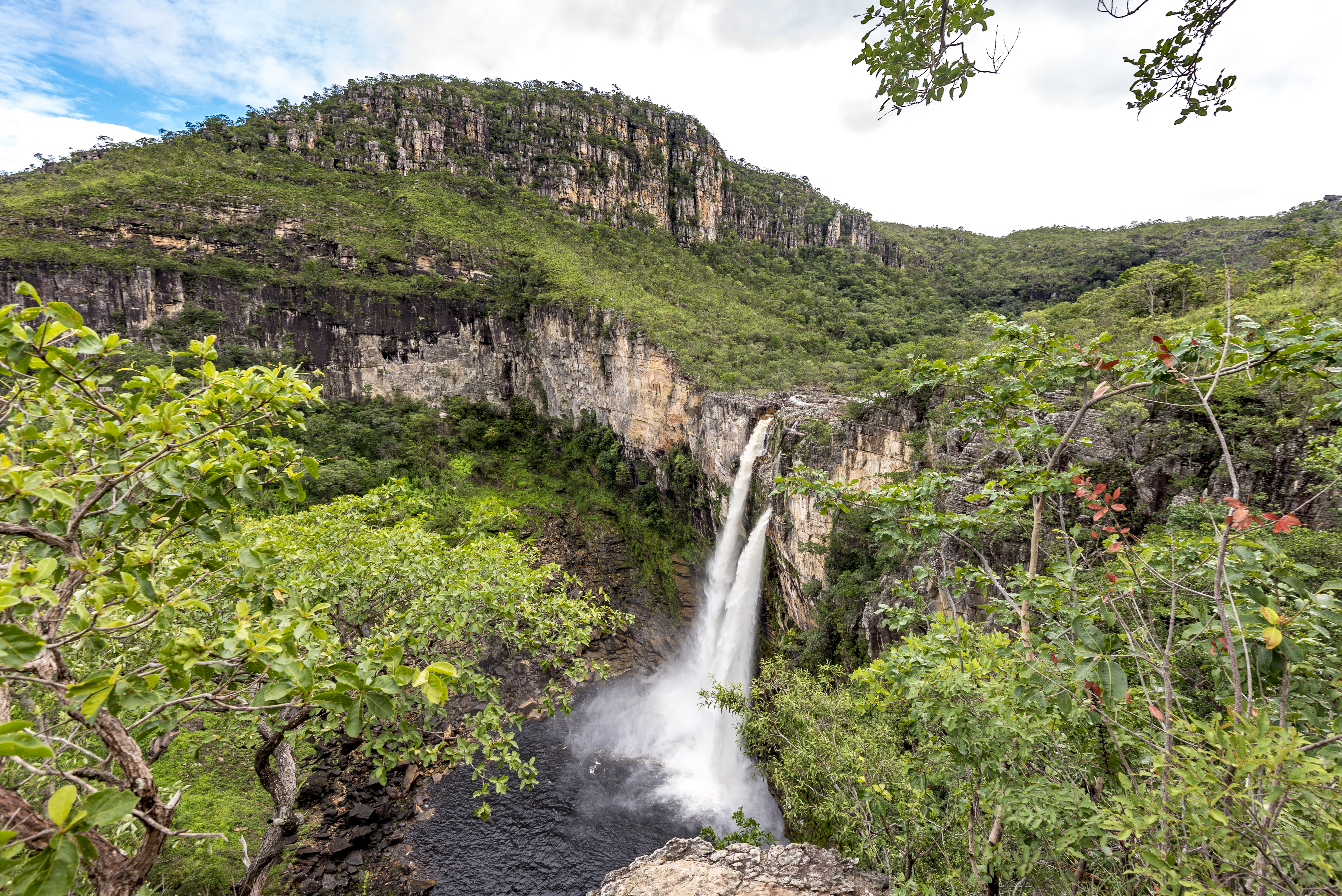

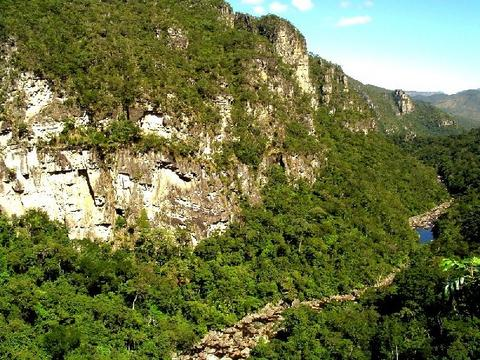

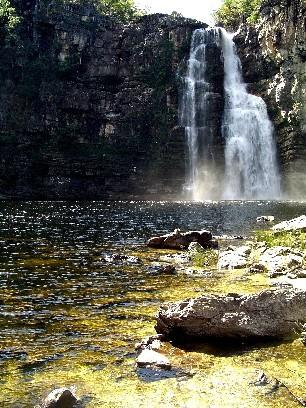

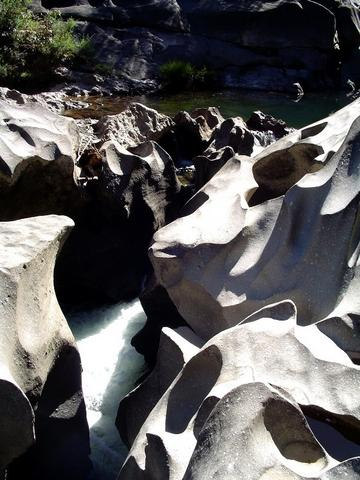
Vale da Lua

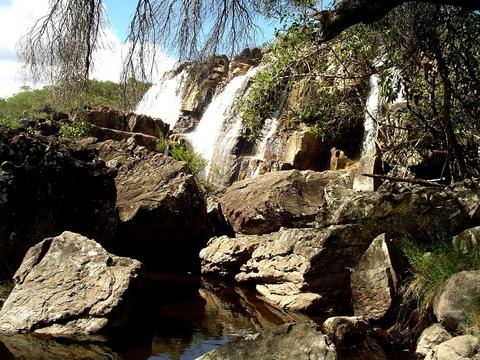

## Nationalpark
Der Parque Nacional da Chapada dos Veadeiros wurde am 11. Januar 1961 zum Schutz von Quellen mehrerer Flusssysteme und der vielfältigen Flora und Fauna im Cerrado geschaffen. Seine 655 (laut anderen Quellen 2365,7) km² liegen im Gebiet der Munizipien Alto Paraíso de Goiás, Cavalcante, São João d’Aliança, Teresina de Goiás und Nova Roma. Ursprünglich wurde er als Parque Nacional do Tocantins mit einer zehnfach größeren Fläche zum Schutz der Natur im Umfeld der damals neu gegründeten Hauptstadt Brasília gegründet. Zweimal wurde das Schutzgebiet deutlich verkleinert, im September 2001 wieder vergrößert und im Dezember 2001 wurde es gemeinsam mit dem Nationalpark Emas zum Weltnaturerbe der UNESCO erklärt.
Im Juni 2017 wurde es von etwa 650 auf 2400 km² vergrößert. Im Herbst 2017 ist im Park mehr als ein Drittel der Fläche (860 km²) durch einen Brand zerstört worden, der vermutlich gelegt worden ist, da Personen auf Motorrädern mit Benzinkanistern gesehen worden sind. Im Jahr 2017 wurden bis zum 28. Oktober in Brasilien 10.921 km² staatlich geschützte Naturschutzflächen zerstört, auch um Indigena zu vertreiben.
Viele frühere Bewohner der Region lebten von der Ausbeutung von Mineralien und anderer Naturschätze, seit 1990 werden sie zu Fremdenführern umgeschult. Seit dem Jahrtausendwechsel nimmt der Tourismus deutlich zu.
Im Nordosten des Parks gibt es weiterhin Konflikte wegen Feuer, Jagd, Mineralienabbau und Holzeinschlag.
Die Chapada liegt in tropischen, halbfeuchtem Klima im Cerrado auf Höhen zwischen 600 und 1650 m. Die mittlere Temperatur beträgt 22 °C, die jährlichen Regenmengen zwischen 1500 und 1750 mm. Am trockensten ist der September mit häufigen Bränden, die Regenzeit mit heftigen Güssen dauert von November bis Februar.

### Sehenswürdigkeiten
Der größte Fluss ist der Rio Preto, ein Zufluss des Rio Tocantins, mit großen Wasserfällen wie die 120 m und 80 m hohen Rio Preto-Fälle oder der Cariocas in den 40 m tiefen Canyons, die die Besucher locken (je 6 km Wanderung). Beliebt ist die abendliche Aussicht vom Mirante de São Jorge am Eingang des Nationalparks bei São Jorge (Goiás).
Weitere Attraktionen gibt es in der Umgebung der Orte São Jorge und Alto Paraíso de Goiás.

### Fauna und Flora
In der Chapada gibt es nicht nur die für den Cerrado typische Buriti-Palme. Savannenartige und waldige Gebiete wechseln sich ab. Es gibt neben vielen Orchideenarten typische brasilianische Arten wie Pau d'Arco Roxo, Copaíba, Brasilianischer Pfefferbaum, Jerivá-Palme, und Babaçu-Palme.
Auch die Tierwelt ist mannigfaltig. Einige Arten sind akut von Ausrottung bedroht wie Pampashirsch, Sumpfhirsch, Jaguar, Mähnenwolf und die Tauchentenart Pato Mergulhão. Daneben gibt es Nandus (bras. Emas), Seriemas, Tapetis, Gürteltiere, Ameisenbären, Capybaras, Tapire, Tukane, Araras und Königsgeier.

### Zugang
Den Eingang des Nationalparks erreicht man von Brasília erst über die BR-020, dann 220 km auf der GO-118 nach Norden bis Alto Paraíso de Goiás. Von dort sind es über die asphaltierte GO-239 noch 28 km bis zum Ort São Jorge am Eingang des Parks. Von Brasília sind es 260 km, von Goiânia 460 km.
Im Park gibt es ein Besucherzentrum und Unterkünfte für Forscher. Besucher können Führer in den benachbarten Orten Alto Paraíso und São Jorge finden, wo es auch touristische Infrastruktur gibt.